# Хелатна терапія
Хелатна терапія — терапевтичний метод для виведення з організму важких металів за допомогою хелатів. Застосовується при отруєнні важкими металами, та при гіперкальціємії для зниження рівня кальцію.
Хелатна терапія має довгу історію використання в клінічній токсикології. Існують різні хелат-агенти для найбільш поширених видів інтоксикацій важкими металами, такими як свинець, миш'як або ртуть. DMSA дімеркаптосукцинова кислота рекомендована при лікуванні отруєнь свинцем у дітей. Інші хелат агенти такі як 2,3-дімеркапто-1-пропансульфонова кислота (DMPS) та альфа-ліпоєва кислота (ALA), також використовуються як в традиційній так і в альтернативній медицині.